# Sinté
« Manouches » redirige ici. Pour les autres significations, voir Manouche.
 (septembre 2016).
Si vous disposez d'ouvrages ou d'articles de référence ou si vous connaissez des sites web de qualité traitant du thème abordé ici, merci de compléter l'article en donnant les références utiles à sa vérifiabilité et en les liant à la section « Notes et références ».
Les Sintés ou Sinté (parfois abusivement appelés Sinti) sont un groupe ethnique rom de l'Ouest de l'Europe. Ils sont en grande partie déportés puis exterminés par le génocide nazi lors du Porajmos (nom romani de l'Holocauste) à l'instar d'autres groupes de Roms dont ils partagent l'origine indienne.

## Histoire

### Origines
Il est largement admis que les ancêtres des Sintés ont entrepris leur migration pour fuir les attaques menées par les Omeyyades contre le royaume sindhi en 711-713. Leur présence est attestée en Hongrie depuis la fin du XIVe siècle et en Europe centrale depuis le début du XVe siècle (1407, Hildesheim, Allemagne). La langue des Sintés indique qu'ils sont la plus ancienne diaspora indienne à avoir émigré vers l’Europe.
Les ancêtres des Sintés et des Kalés étaient des Kshatriya sindhiens. « Sinto » est issu du mot « sindho » qui signifie « habitant du Sindh » (actuel Pakistan).

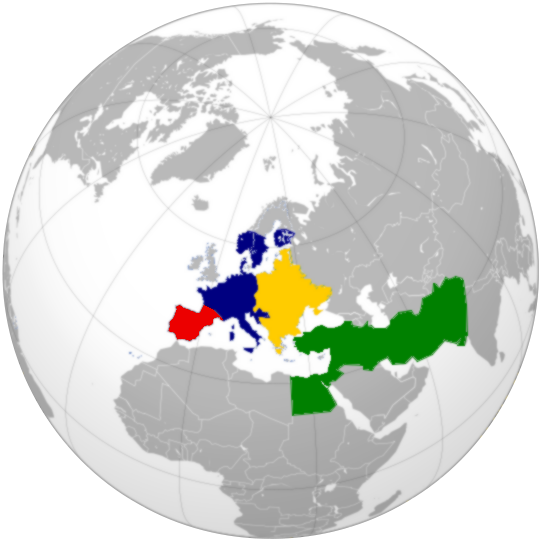
Les différents peuples roms et leurs localisations dans le monde :
Gitans
Sinté-Manouches
Roms
Doms

S’ils étaient encore tolérés au début du XVe siècle, leurs conditions de vie sont dégradées après les diètes de Lindau (1496) et Fribourg (1498).
La diète d'Augsbourg les a mis hors la loi dès 1500, les accusant d'espionnage pour les Turcs. En 1545, elle a même légitimé leur assassinat et leur spoliation,,,.
Aux XVIIIe et XIXe siècles, eurent lieu des tentatives de sédentarisation des Sintés, couplées à des politiques d'assimilation forcée (notamment par la confiscation des enfants à leurs parents).

### Génocide nazi
Raflés durant la Seconde guerre mondiale, de nombreux Sintés sont internés dans des camps, tel en France celui de l'autodrome de Linas-Montlhéry. Nombre sont ensuite déportés vers des camps d'extermination nazis. Raymond Gurême en fut l’un des derniers témoins. Les derniers prisonniers détenus dans les camps de concentration français sont libérés le 1er juin 1946.

## Culture
Les Sintés ont acquis une autonomie culturelle considérable, bien qu’ils aient pendant des siècles subi d’énormes pression pour s’adapter. Ils parlent souvent encore leur propre langue, le sintikès ; ils conservent également de nombreuses coutumes et lois, de tradition orale, remontant en partie à leurs racines indiennes.
Traditionnellement, la vie des Sintés est réglée par des règles très strictes. Le plus âgé de chaque clan (famille) joue le rôle de chef (patriarche) et les anciens jouissent d’une forte autorité.
De ce groupe culturel sont issus de nombreux musiciens regroupés sous l’étiquette « jazz manouche », un style s'inspirant de la musique folklorique hongroise, du swing, de la bossa nova et de la valse musette, tels Django Reinhardt, Mandino Reinhardt, Dorado Schmitt, Schnuckenack Reinhardt, Rosenberg trio, Martin Weiss, Tchavolo Schmitt, Biréli Lagrène, Coco Briaval, le guitariste Patrick Saussois.
Les Sintés vivant en France sont appelés « Manouches » tandis que ceux vivant en Italie sont appelés Camminanti (littéralement « ceux qui cheminent »).

## Dans la culture populaire

### Cinéma
- Swing, film de Tony Gatlif, 2002
- La BM du Seigneur, film de Jean-Charles Hue, 2011.
- Les Fils du vent, film documentaire de Bruno Le Jean, 2012.
- Django, film de Etienne Comar, 2016
- Suburra, la série , série Netflix de Daniele Cesarano, 2017.

### Littérature
- Notre dame de Paris, Victor Hugo, 1831

### Documentaire
- "Qui sont les tziganes ?" 1971. Archives INA.